# 4,7-二甲氧基-5-甲基香豆素
4,7-二甲氧基-5-甲基香豆素是一种有机化合物，化学式C
12H
12O
4，属于一种香豆素类化合物，存在于杂色曲霉（Aspergillus versicolor）等真菌中。